# Belfortstraße (München)
Die Belfortstraße ist eine Innerortsstraße im Stadtbezirk Au-Haidhausen (Nr. 5) von München.

## Verlauf
Die Straße beginnt am Orleansplatz (die Nummerierung von dort an aufsteigend), auf dessen östlicher Seite der Ostbahnhof liegt, und führt in nördlicher Richtung zur querenden Breisacher Straße. Das Ende war seit 1872 als – wegen des nicht erfolgten Grunderwerbs nie realisierter – Straßburger Platz benannt.

## Öffentlicher Verkehr
Auf der Straße verkehren keine öffentlichen Verkehrsmittel. Jedoch wird sie am Orleansplatz durch die auf ganzer Länge unter ihr verlaufende U-Bahn (Linie 5, Station Ostbahnhof) und die S-Bahn erschlossen. Am Orleansplatz ist auch eine Straßenbahnhaltestelle. Vor dem Ostbahnhof liegt ein großer Busbahnhof.

## Namensgeber
Die Straße im nach 1870 geschaffenen Franzosenviertel (Ostbahnhofviertel, geschütztes Ensemble E-1-62-000-48) in Haidhausen ist wie die meisten Straßen dort nach im Deutsch-Französischen Krieg 1870/71 bedeutsamen Orten, hier nach der belagerten, aber erst im Februar 1871 übergebenen Festungsstadt Belfort an der Burgundischen Pforte benannt.

## Charakteristik
Die kurze, ab 1872 angelegte Straße mit gründerzeitlicher, einheitlich meist fünfgeschossiger Bebauung bildet die strahlenartige nördliche Seitenachse des nach 1870 entstandenen und bis etwa 1900 bebauten Franzosenviertels. Die Mittelachse ist die Wörthstraße, die andere Seitenachse die Weißenburger Straße; diese beiden Straßen sind deutlich länger als die Belfortstraße und weisen anders als die Belfortstraße zum Orleansplatz ansteigende Hausnummern auf.

## Denkmalgeschützte Häuser
- Nr. 3: Mietshaus, viergeschossiger Satteldachbau in deutscher Renaissance mit Zwerchhaus und Stuck, um 1891/1900 (Denkmalliste D-1-62-000-672)
- Nr. 4: Mietshaus, fünfgeschossiger Neubarockbau mit Mansarddach und reicher Fassadengliederung, um 1891/1900 (Denkmalliste D-1-62-000-673)
- Nr. 5: Mietshaus, viergeschossiger Satteldachbau in deutscher Renaissance, mit Ziergiebel und Stuckdekor, um 1891/1900 (Denkmalliste D-1-62-000-674)
- Nr. 9: Mietshaus, viergeschossiger Neubarockbau mit Mansarddach und Stuckdekor, um 1891/1900 (Denkmalliste D-1-62-000-675)
- Nr. 10: Mietshaus, fünfgeschossiger Neubarockbau mit Mansarddach, reiche Fassadengliederung mit Stuck, von Hans Thaler und Georg Müller, 1897/98 (Denkmalliste D-1-62-000-676)
- Nr. 12: Mietshaus, fünfgeschossiger Neurenaissancebau mit Satteldach, sehr reicher Fassadengliederung und Karyatiden, 1897–98 (Denkmalliste D-1-62-000-677)
- Nr. 14: Mietshaus, viergeschossiger Neurenaissancebau in Ecklage mit Mansarddach und reicher Fassadengliederung, Ende 19. Jahrhundert (Denkmalliste D-1-62-000-678)

Siehe auch die Liste der Baudenkmäler in Haidhausen

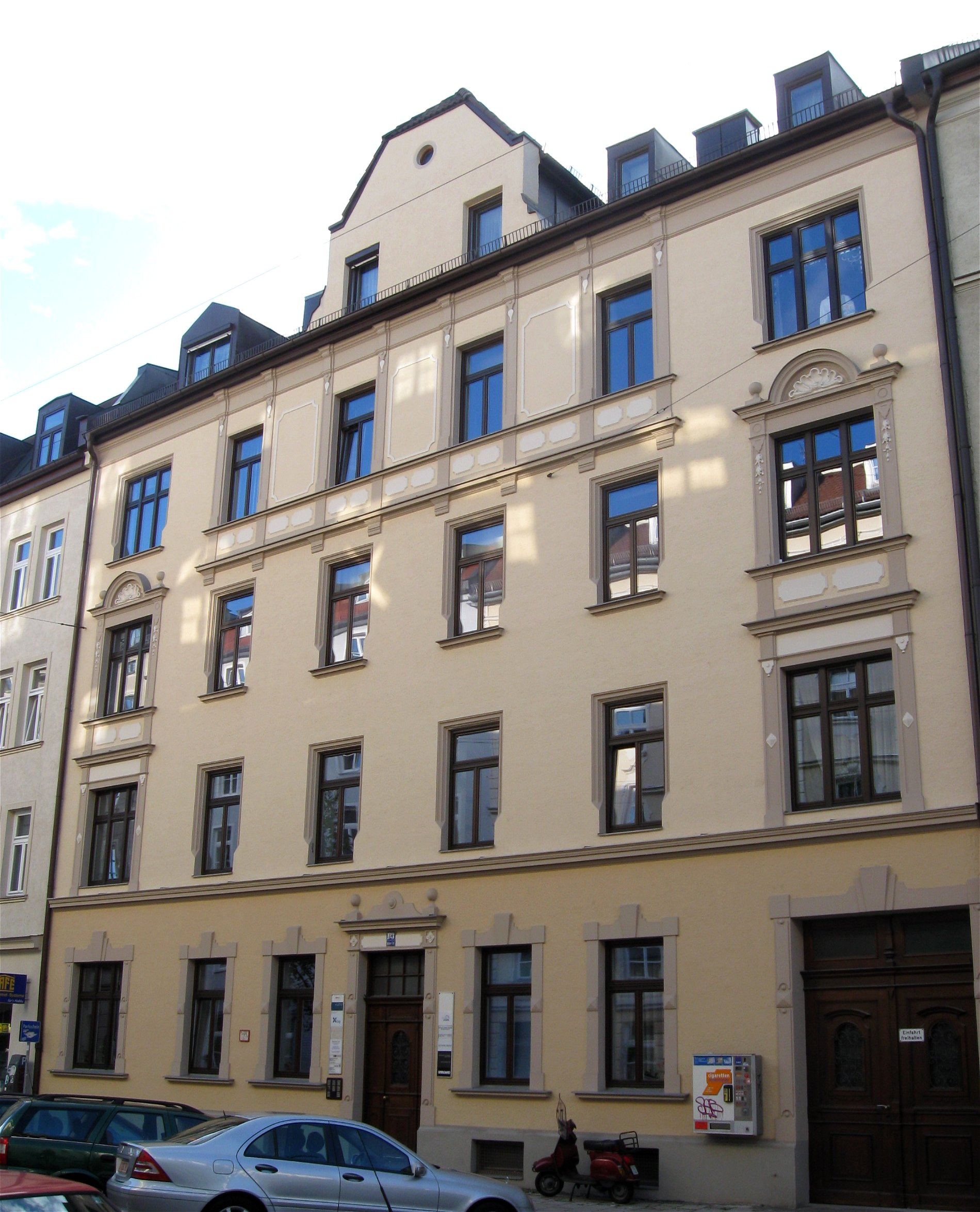
Belfortstraße 3
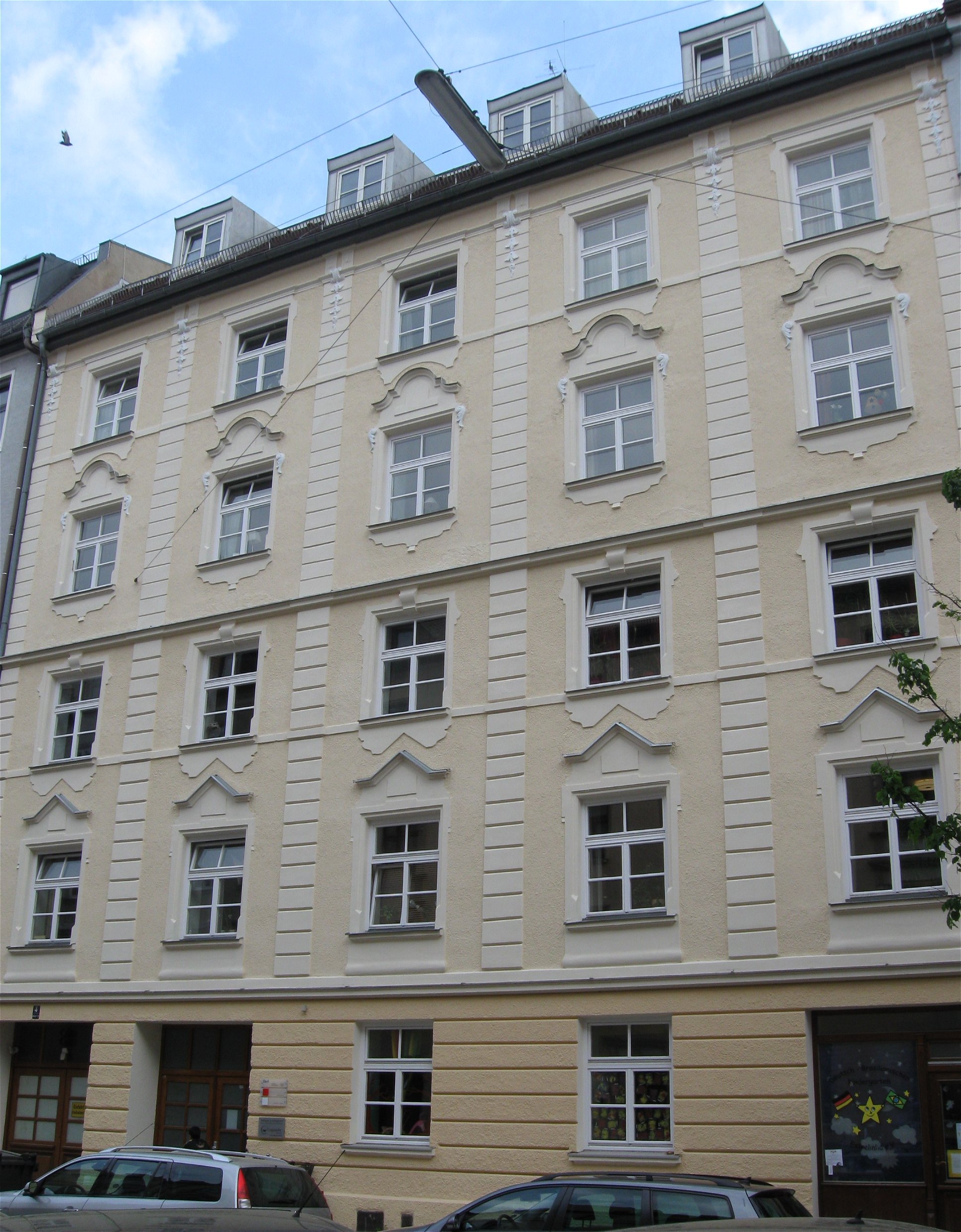
Belfortstraße 4
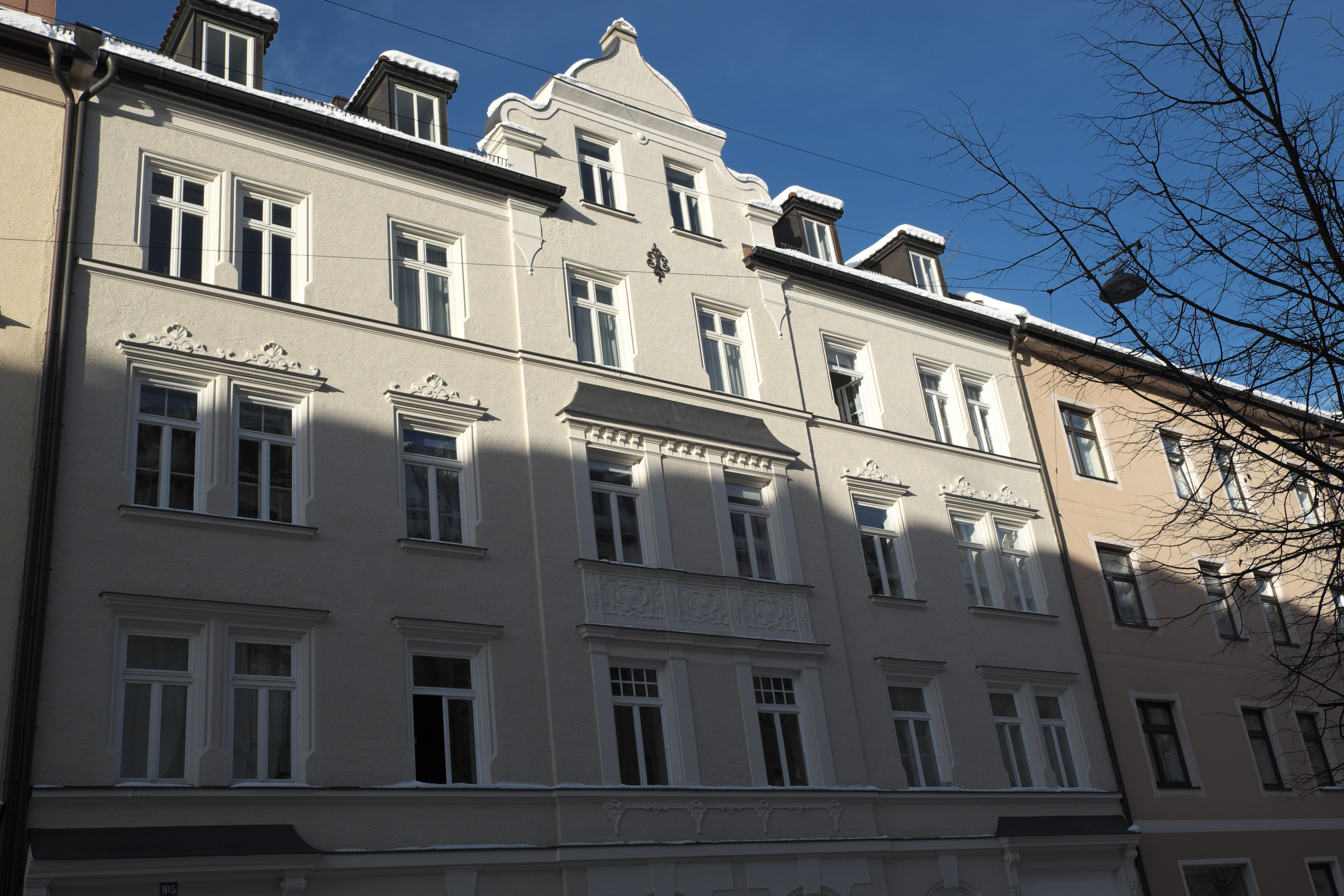
Belfortstraße 5
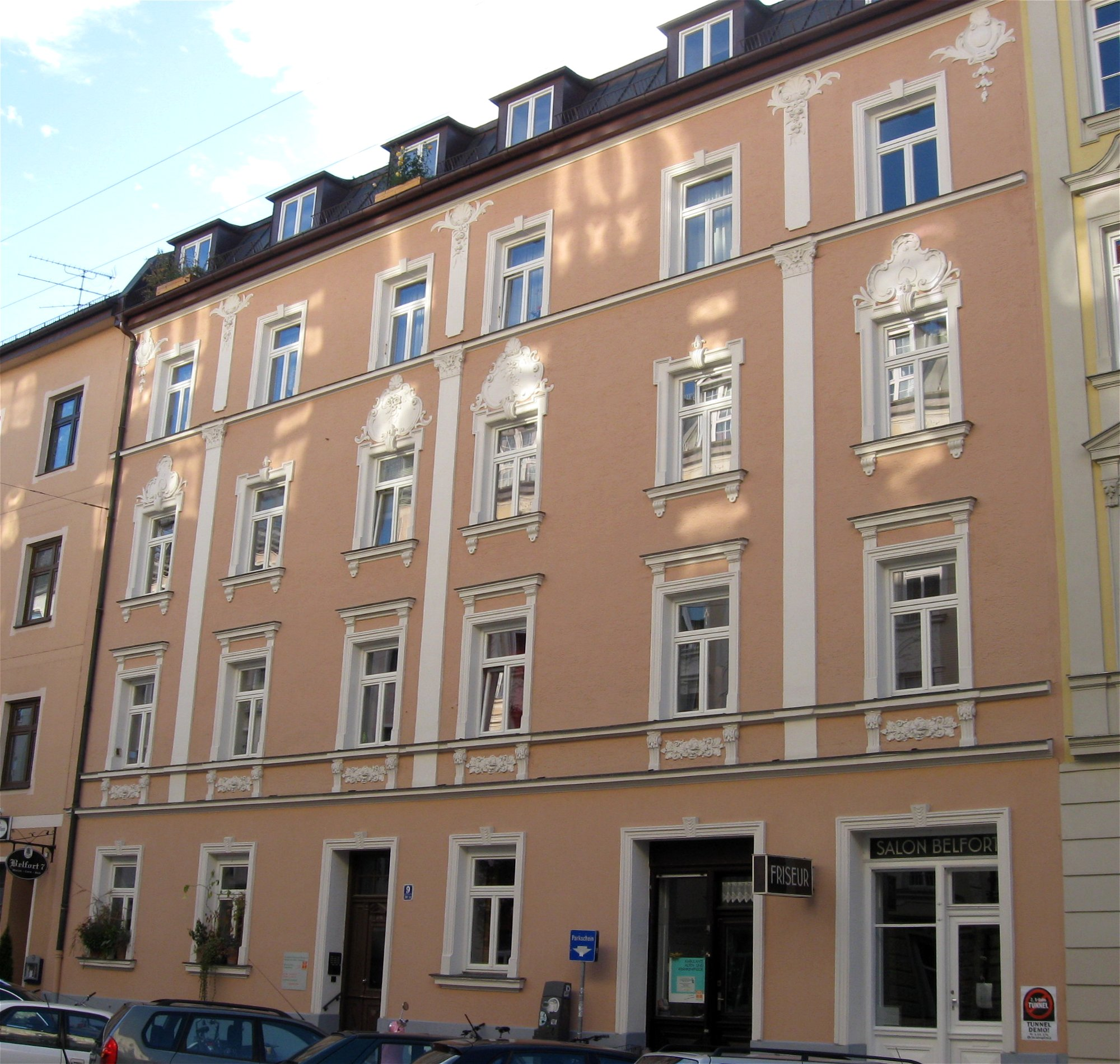
Belfortstraße 9
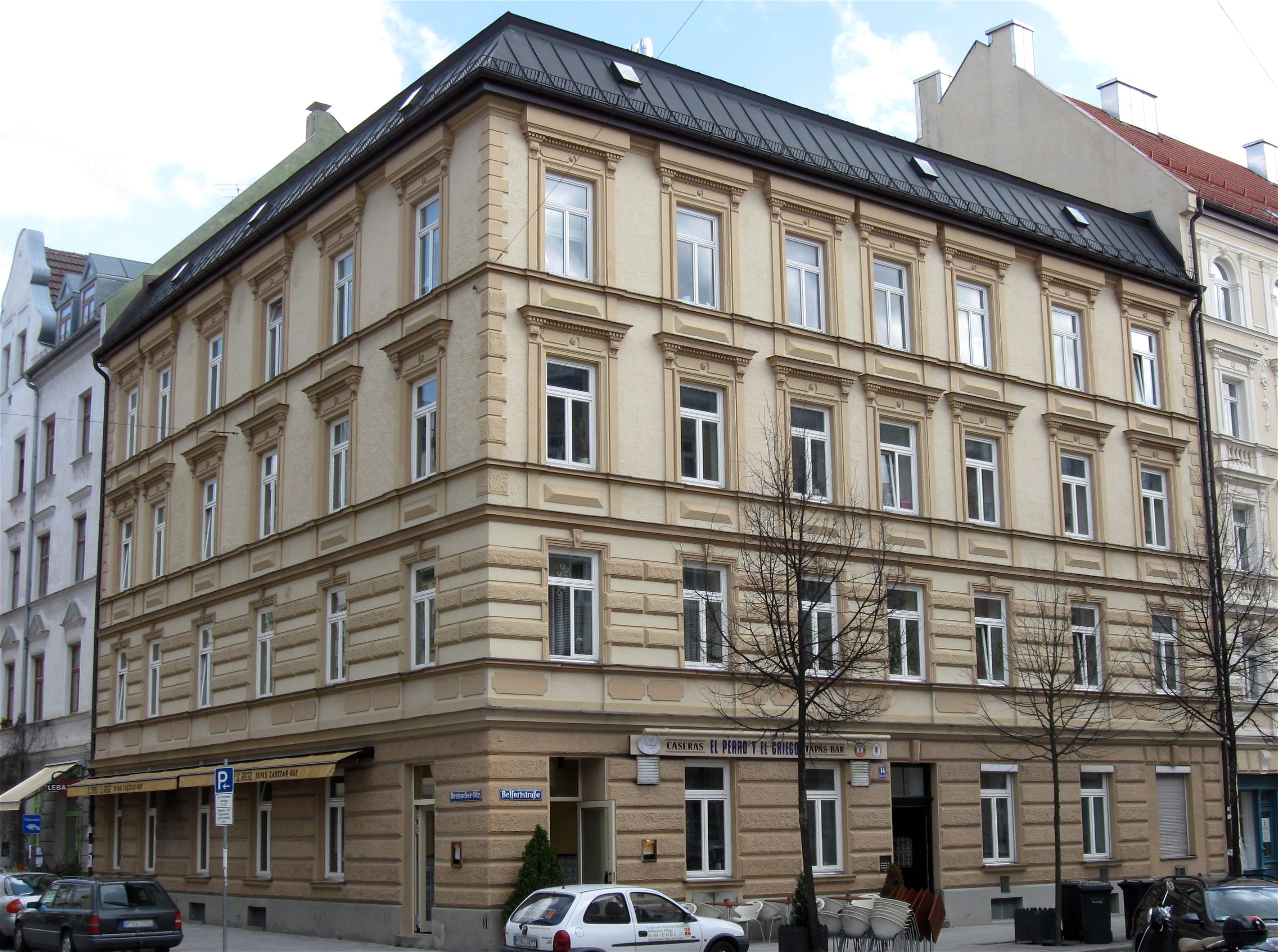
Belfortstr. 14 (Eckhaus zur Breisacher Straße)